# Gostinari
Gostinari è un comune della Romania di 2 534 abitanti, ubicato nel distretto di Giurgiu, nella regione storica della Muntenia.
Il comune è formato dall'unione di 2 villaggi: Gostinari e Mironești.